# Riverton Railroad Depot

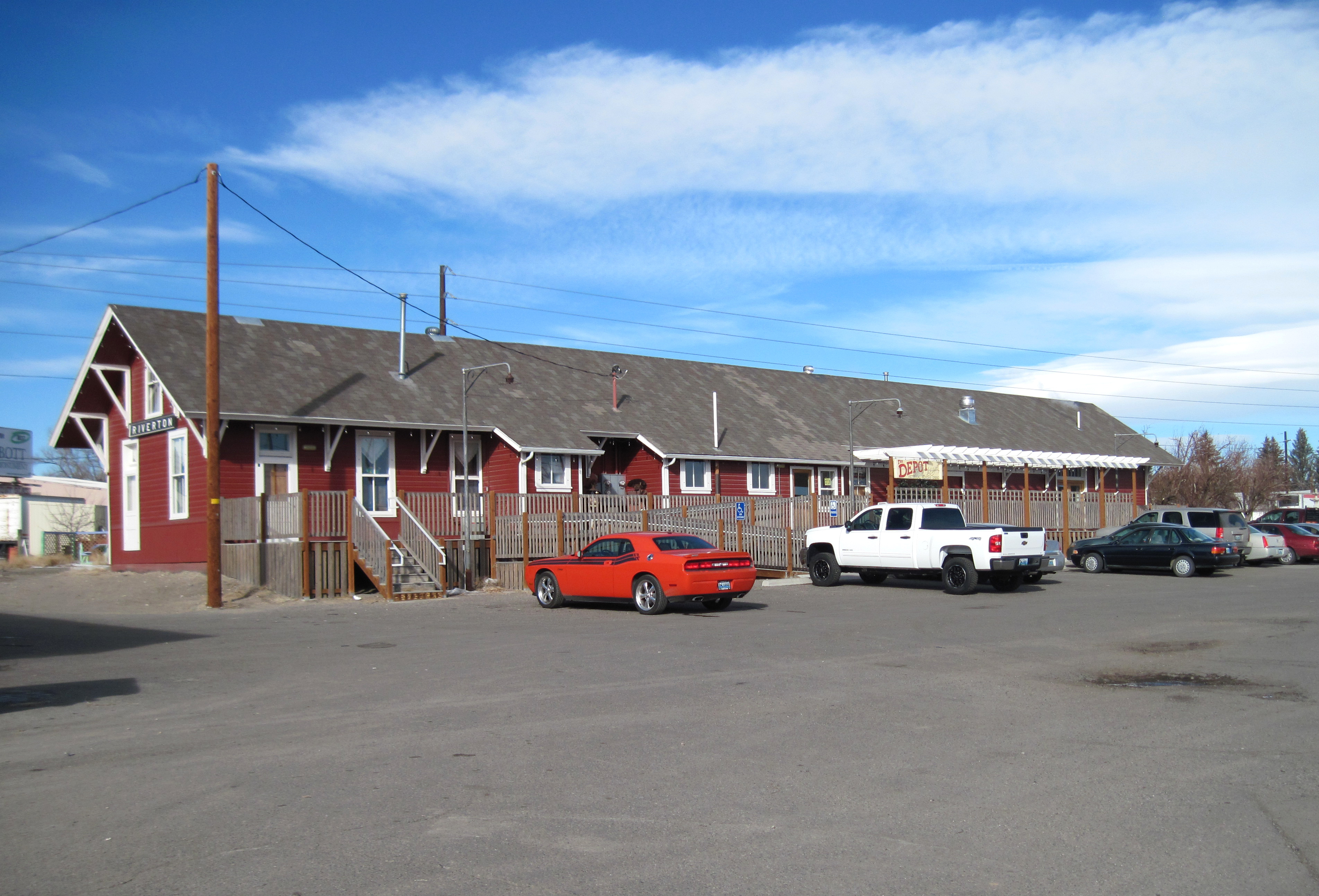
Old Riverton Bahnhof

Das Riverton Railroad Depot ist ein historischer Bahnhof in der 1st Main Street in Riverton, Wyoming. Der Bahnhof wurde von 1906 bis 1907 von der Chicago and North Western Railway an der 1906 errichteten Bahnstrecke Bonneville–Lander durch Zentral-Wyoming gebaut. 
Die Stadt Riverton entstand mit dem Bahnbau. Nach dem Zweiten Weltkrieg wurde auf Grund mangelnder Nachfrage der Personenverkehr eingestellt. 1974 sollte der Bahnhof abgerissen werden. Stattdessen kaufte und restaurierte eine Gruppe von Einwohnern das Depotgebäude, in dem sich heute einige Unternehmen befinden. Das Gebäude wurde am 22. Mai 1978 in das National Register of Historic Places aufgenommen.
Der Bahnhof ist das letzte existierende Empfangsgebäude der C&NW zwischen Casper und Lander, dem westlichsten Abschnitt des C&NW-Streckennetzes. Das Teilstück von Riverton nach Lander wurde 1972 stillgelegt und der verbliebene Bahnverkehr von Shoshoni nach Riverton im Jahr 1988 eingestellt.